# 一號迦太基鎮區 (北卡羅萊納州穆爾縣)
一號迦太基鎮區（英語：Township 1, Carthage）是位於美國北卡羅萊納州穆爾縣的一個鎮區。

## 地方資料
一號迦太基鎮區的面積為254.60平方千米，皆為陸地。根據2020年美國人口普查的數據，當地共有人口8089人，而人口密度為每平方千米31.77人。